# Aarão Reis

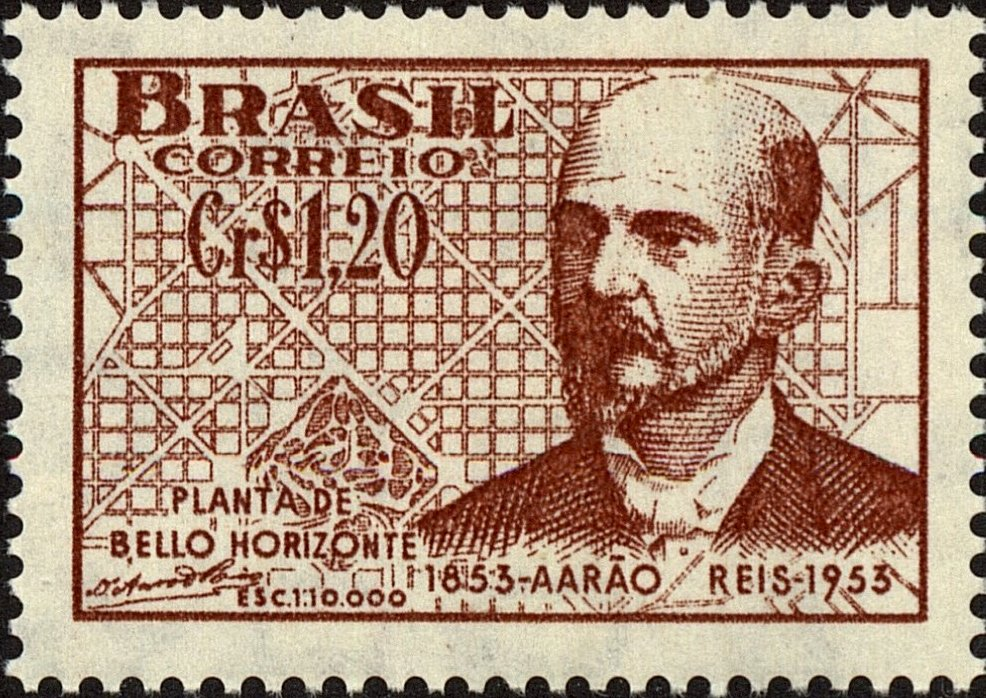
Aarão Reis em selo postal de 1953.

Aarão Leal de Carvalho Reis (Belém do Pará, 6 de maio de 1853 — Rio de Janeiro, 11 de abril de 1936) foi industrial, empresário, engenheiro e urbanista brasileiro. Além de outras realizações, Aarão Reis ficou famoso por ter sido nomeado para fazer o levantamento do local apropriado para a construção da nova capital do estado de Minas Gerais, Belo Horizonte; após o levantamento, Aarão Reis permaneceu como chefe da comissão que construiu desta capital. Reis destacou-se ainda como empresário e um dos pioneiros na difusão da eletricidade no Brasil da Belle Époque. Anos antes, Aarão Reis planejou a cidade de Soure, na Ilha do Marajó. Dirigiu o Banco do Brasil e o Lloyd Brasileiro, e foi eleito deputado federal em 1911 e 1927.

## Biografia
Filho de Anna Leal de Carvalho Reis e Fábio Alexandrino de Carvalho Reis, de chegou a presidência da província do Pará, Aarão nasceu em 1853 na capital da província do Pará, onde seu pai exercia então o cargo de inspetor da alfândega.
Matriculando-se na Escola Central - futura Escola Politécnica do Rio de Janeiro - em 1869, ali concluiu o curso de engenheiro geógrafo em 1872, o de engenheiro civil em 1874, e recebeu o grau de bacharel em Ciências Físicas e Matemáticas, já tendo antes exercido o magistério como professor de matemática elementar em diversos colégios.
Em 1873, antes de bacharelar-se, entrou como praticante para a direção das obras públicas da alfândega; em 1875, apenas formado, foi nomeado para fiscalizar as obras do novo matadouro da corte, onde sustentou uma luta com os empreiteiros que procuravam combater as cláusulas firmadas com o governo, trabalho que exerceu até ser rescindido o contrato, em novembro de 1878; em 1879 fez parte da comissão, que, sob a presidência do conselheiro Cristiano Benedito Ottoni, deu parecer sobre a rescisão do contrato e avaliou as obras feitas e por fazer no novo matadouro, dirigindo o serviço das obras feitas; e depois, como engenheiro gerente, incorporou a companhia ferro-carril de Cachambi, que conseguiu montar em oito meses, construindo os primeiros dois quilômetros de via férrea, regulamentando e iniciando o tráfego.
Com o advento da Proclamação de República, Aarão Reis, republicano e positivista, pode colocar sua formação a serviço dos ideais de progresso e modernização do país: foi engenheiro-chefe da Estrada de Ferro de Pernambuco (1889) e diretor-geral da Secretaria de Estado da Agricultura, Indústria, Viação e Obras Públicas (1890). Durante o Governo Provisório marechal Deodoro da Fonseca, atuou como consultor técnico junto aos ministros da Agricultura, Demétrio Ribeiro (1890) e Francisco Glicério (1890-1891) e das Relações Exteriores, Quintino Bocaiúva (1891); ocupou o cargo de engenheiro-chefe da Estrada de Ferro da Tijuca (1891-1892); presidiu, entre 1891-1892, a Companhia Geral de Melhoramentos no Maranhão.
Quando se viu pela primeira vez desempregado, entre 1898 e 1906, Aarão Reis permaneceu afastado da vida pública. Na ocasião,
aventurando-se na iniciativa privada, adquiriu em 1899 as instalações da Companhia Agrícola Brasileira e, meses depois, fundou em terras de sua propriedade, a Fábrica Serra do Mar, fabricante de fósforos de segurança e proprietária da marca “Bandeirinhas”. Era um empreendimento individual que funcionou sob a direção exclusiva de Aarão Reis até agosto de 1904, ocasião em que, incorporada à Empresa Industrial Serra do Mar, tornou-se uma sociedade por ações.
Posteriormente, Aarão Reis procurou aplicar seus conhecimentos sobre eletricidade junto à iniciativa privada, atuando como empresário na geração e distribuição de energia elétrica para iluminação públicaNo estado do Rio de Janeiro, Aarão Reis monta a sua primeira empresa de envolvida com eletricidade: a “Industrial Serra do Mar”, instalada oficialmente em agosto de 1904, a empresa seguiu o caminho das autoprodutoras e distribuidoras de energia elétrica localizadas fora das grandes cidades: primeirmente usou a eletricidade para sua própria produção, no caso específico, para a fabricação dos “Fósforos Bandeirinhas” e, em seguida, foi obtendo concessões para a iluminação pública dos municípios de Vassouras e Barra do Piraí, no entorno da fábrica - localizada no então povoado que mais tarde daria origem a cidade de Mendes - e de trecho da Estrada de Ferro Central do Brasil.
Em 1911, a empresa Serra do Mar já possuía contratos para distribuição de energia elétrica para os
municípios de Barra do Piraí e Vassouras e trechos da Estrada de Ferro Central do Brasil. Pretendendo distribuir energia
elétrica para todo o Estado do Rio de Janeiro, criou a Empresa Fluminense de Força e Luz (EFFL), constituída em outubro de 1911, que tinha como objetivo a incorporação dos conhecimentos técnicos sobre eletricidade do engenheiro Aarão Reis (1853-1936) ao negócio da distribuição de iluminação pública e privada.
Fundou a sociedade União Beneficente Acadêmica da Escola Central com seu colega José de Nápoles Telo de Meneses, e dela foi presidente.

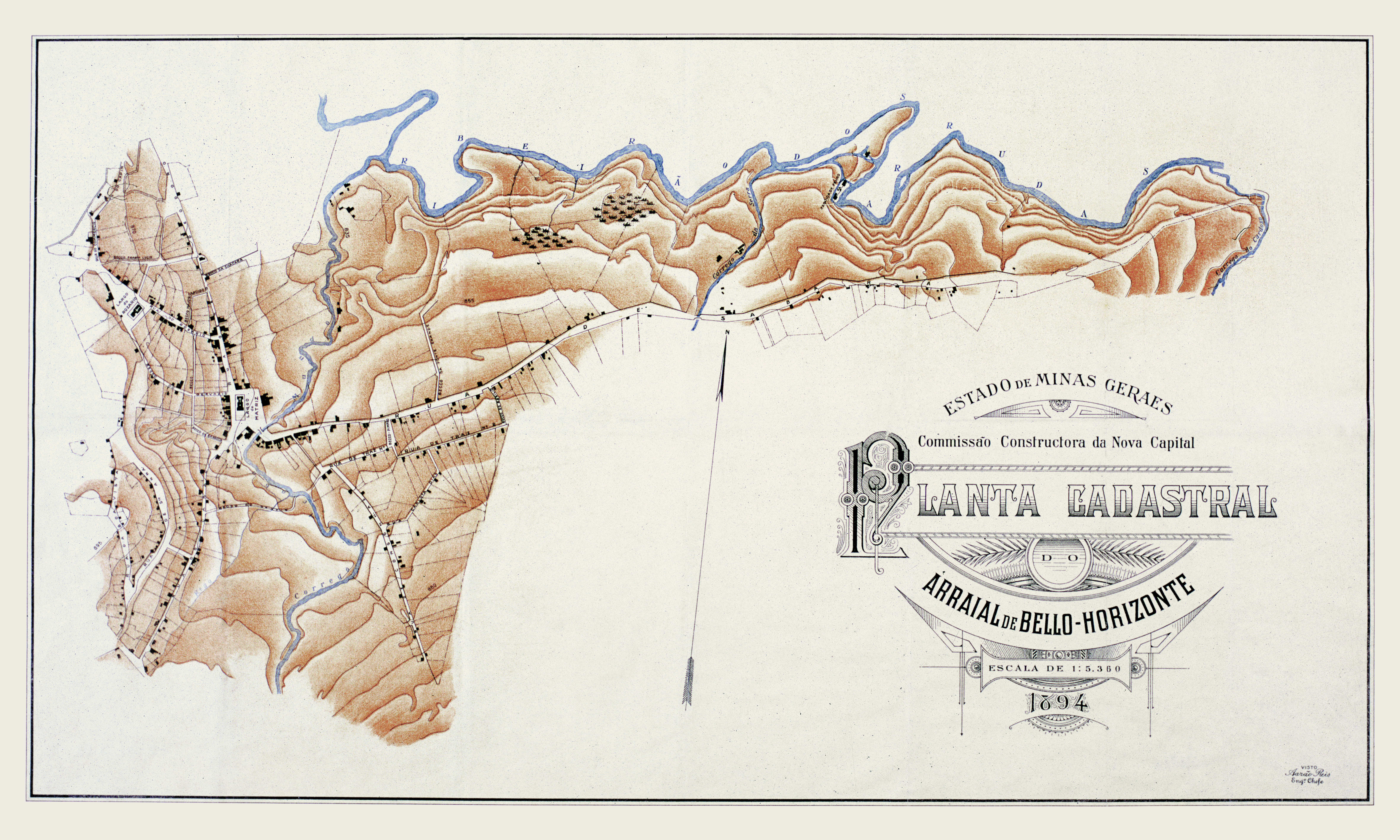
Planta cadastral do Arraial de Bello Horizonte, 1895. Acervo Museu Histórico Abílio Barreto

## O Projeto de Belo Horizonte

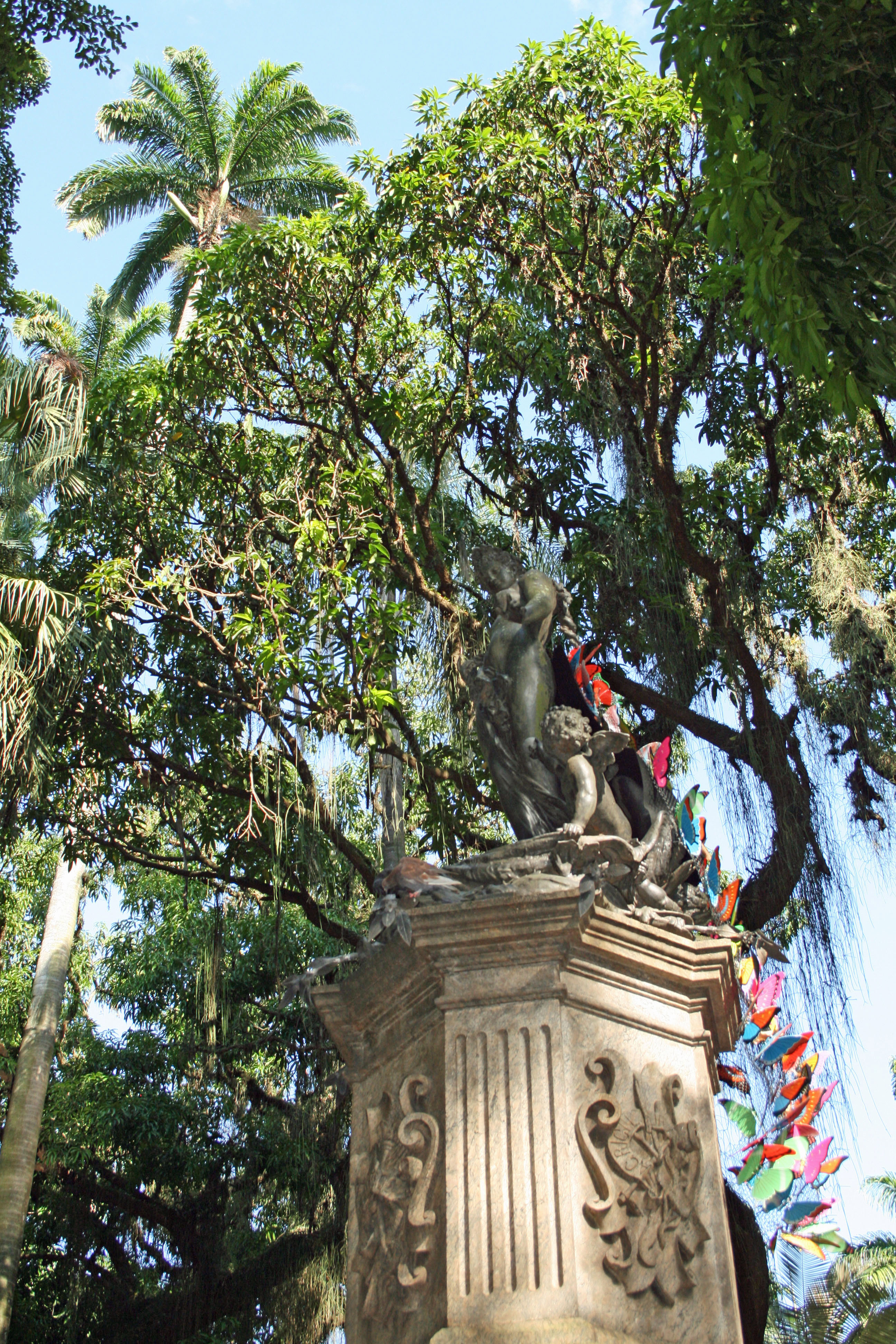
Aarão reis

Como chefe da comissão de construção da nova capital, Aarão Reis desenhou a planimetria da nova cidade.Todo o planejamento de planimetria, arquitetura, e construção foi feito por ele nos anos entre 1894 e 1897. Depois do planejamento e construção, ele se mudou para Belo Horizonte, tendo morado em uma casa no local onde hoje é o Parque Municipal de Belo Horizonte. O plano do engenheiro para a criação de BH consistia na definição de uma avenida (a Avenida do Contorno) para delimitar a futura área urbana da cidade, e fazer com que a cidade fosse construída apenas dentro de tal avenida, conforme seu projeto para as ruas, avenidas e bairros. Devido ao grande crescimento econômico que mais tarde ocorreria na região de Belo Horizonte, este projeto de delimitação da área urbana no interior da avenida se tornou inviável e a cidade cresceu em meio as montanhas, muito além do limite original. A região de Belo Horizonte que se localiza no interior de tal avenida é hoje o centro da cidade, já que Belo Horizonte cresceu muito além do previsto. Aarão Reis foi homenageado na cidade de Belo Horizonte, com a nomeação de uma rua com seu nome, próxima a Praça Rui Barbosa (Praça da Estação).